# André-Pierre Gignac
André-Pierre Gignac (phát âm tiếng Pháp: [ɑ̃dʁe pjɛʁ ʒiɲak]; sinh 5 tháng 12 năm 1985) là một cầu thủ bóng đá người Pháp đang chơi cho câu lạc bộ UANL tại giải vô địch bóng đá Mexico.

## Tiểu sử
Gignac sinh ở Martigues, Provence-Alpes-Côte d'Azur, miền nam Pháp, có cha là người Pháp và mẹ là người Pháp gốc Algérie. Anh đã lập gia đình và có một con trai tên là André-Pierre.

## Sự nghiệp quốc tế
Gignac có lần đầu tiên được gọi lên đội tuyển quốc gia Pháp để chuẩn bị cho trận đấu tại vòng loại FIFA World Cup 2010 với Lithuania. Anh bỏ lỡ trận đấu đầu tiên do chấn thương, nhưng đủ thể lực để có trận đấu đầu tiên vào ngày 1 tháng 4 năm 2009, vào sân thay người ở phút 69 và kiến tạo cho Franck Ribéry ghi bàn trong chiến thắng 1–0. Trong trận đấu với Quần đảo Faroe vào ngày 12 tháng 8 năm 2009, Gignac đã ghi bàn thắng đầu tiên trong màu áo đội tuyển quốc gia và sau đó có tên trong danh sách 23 cầu thủ tham dự World Cup 2010. Tuy nhiên, do thành tích kém cỏi của đội tuyển Pháp tại giải đấu này và sự sa sút của câu lạc bộ Marseille, Gignac bị đội tuyển quốc gia lãng quên và không bắt đầu được lên tuyển cho đến khi mùa giải 2014–15 được bắt đầu.

## Thống kê sự nghiệp

### Câu lạc bộ
Tính đến 26 tháng 5 năm 2017
| Câu lạc bộ          | Mùa giải            | Giải đấu | Giải đấu | Giải đấu | Cúp quốc gia | Cúp quốc gia | Cúp quốc gia | Châu lục | Châu lục | Châu lục | Tổng cộng | Tổng cộng | Tổng cộng |
| Câu lạc bộ          | Mùa giải            | Trận     | Bàn      | Kiến tạo | Trận         | Bàn          | Kiến tạo     | Trận     | Bàn      | Kiến tạo | Trận      | Bàn       | Kiến tạo  |
| ------------------- | ------------------- | -------- | -------- | -------- | ------------ | ------------ | ------------ | -------- | -------- | -------- | --------- | --------- | --------- |
| Lorient             | 2004–05             | 13       | 2        | 2        | 1            | 0            | 0            | 0        | 0        | 0        | 14        | 2         | 2         |
| Lorient             | 2005–06             | 1        | 0        | 0        | 0            | 0            | 0            | 0        | 0        | 0        | 1         | 0         | 0         |
| Lorient             | 2006–07             | 37       | 9        | 5        | 1            | 0            | 0            | 0        | 0        | 0        | 38        | 9         | 5         |
| Tổng cộng           | Tổng cộng           | 51       | 11       | 7        | 2            | 0            | 0            | 0        | 0        | 0        | 53        | 11        | 7         |
| Pau                 | 2005–06             | 18       | 8        | 4        | 0            | 0            | 0            | 0        | 0        | 0        | 18        | 8         | 4         |
| Tổng cộng           | Tổng cộng           | 18       | 8        | 4        | 0            | 0            | 0            | 0        | 0        | 0        | 18        | 8         | 4         |
| Toulouse            |                     |          |          |          |              |              |              |          |          |          |           |           |           |
| 2007–08             | 28                  | 2        | 2        | 2        | 0            | 0            | 7            | 1        | 0        | 37       | 3         | 2         |           |
| 2008–09             | 38                  | 24       | 5        | 5        | 1            | 0            | 0            | 0        | 0        | 43       | 25        | 5         |           |
| 2009–10             | 31                  | 8        | 4        | 0        | 0            | 0            | 4            | 3        | 0        | 35       | 11        | 4         |           |
| 2010–11             | 1                   | 0        | 0        | 0        | 0            | 0            | 0            | 0        | 0        | 1        | 0         | 0         |           |
| Tổng cộng           | Tổng cộng           | 98       | 34       | 11       | 7            | 1            | 0            | 11       | 4        | 0        | 116       | 38        | 11        |
| Marseille           |                     |          |          |          |              |              |              |          |          |          |           |           |           |
| 2010–11             | 30                  | 8        | 6        | 2        | 1            | 0            | 5            | 3        | 0        | 37       | 12        | 6         |           |
| 2011–12             | 21                  | 1        | 0        | 2        | 1            | 0            | 4            | 0        | 0        | 27       | 2         | 0         |           |
| 2012–13             | 31                  | 13       | 0        | 3        | 2            | 0            | 6            | 3        | 1        | 40       | 18        | 1         |           |
| 2013–14             | 35                  | 16       | 3        | 4        | 6            | 2            | 5            | 0        | 0        | 44       | 22        | 5         |           |
| 2014–15             | 37                  | 21       | 2        | 1        | 2            | 0            | -            | -        | -        | 38       | 23        | 2         |           |
| Tổng cộng           | Tổng cộng           | 154      | 59       | 11       | 12           | 12           | 2            | 20       | 6        | 1        | 186       | 77        | 14        |
| Tigres UANL         | 2015–16             | 39       | 28       | 4        | 0            | 0            | 0            | 11       | 5        | 1        | 50        | 33        | 5         |
| Tigres UANL         | 2016–17             | 42       | 25       | 6        | 0            | 0            | 0            | 6        | 1        | 0        | 48        | 26        | 6         |
| Tổng cộng           | Tổng cộng           | 81       | 53       | 10       | 0            | 0            | 0            | 17       | 6        | 1        | 98        | 59        | 11        |
| Tổng cộng sự nghiệp | Tổng cộng sự nghiệp | 402      | 165      | 43       | 21           | 13           | 2            | 48       | 16       | 2        | 471       | 194       | 47        |

### Đội tuyển quốc gia

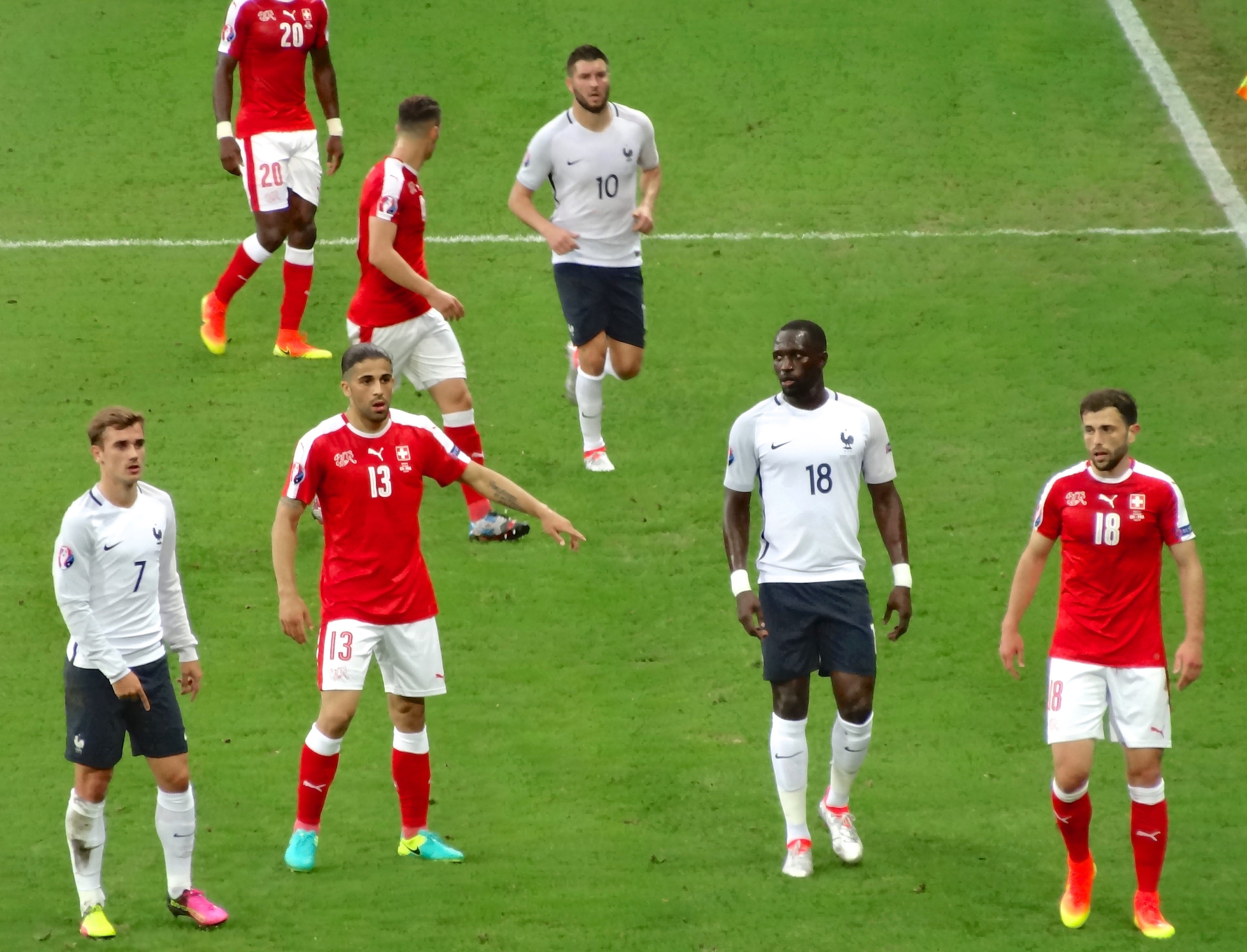
Gignac (mặc áo số 10) trong một trận đấu tại Euro 2016.

Tính đến 10 tháng 10 năm 2016.
| Đội tuyển quốc gia | Năm       | Ra sân | Bàn thắng |
| ------------------ | --------- | ------ | --------- |
| Pháp               | 2009      | 10     | 4         |
| Pháp               | 2010      | 6      | 0         |
| Pháp               | 2011      | 0      | 0         |
| Pháp               | 2012      | 0      | 0         |
| Pháp               | 2013      | 1      | 0         |
| Pháp               | 2014      | 4      | 1         |
| Pháp               | 2015      | 2      | 1         |
| Pháp               | 2016      | 13     | 1         |
| Tổng cộng          | Tổng cộng | 36     | 7         |

#### Bàn thắng quốc tế
Bàn thắng của đội tuyển quốc gia Pháp được ghi trước.
| #  | Ngày                 | Địa điểm                                                | Đối thủ        | Bàn thắng | Kết quả | Giải đấu                 |
| -- | -------------------- | ------------------------------------------------------- | -------------- | --------- | ------- | ------------------------ |
| 1. | 12 tháng 8 năm 2009  | Tórsvøllur, Tórshavn, Quần đảo Faroe                    | Quần đảo Faroe | 1–0       | 1–0     | Vòng loại World Cup 2010 |
| 2. | 10 tháng 10 năm 2009 | Sân vận động Roudourou, Guingamp, Pháp                  | Quần đảo Faroe | 1–0       | 5–0     | Vòng loại World Cup 2010 |
| 3. | 10 tháng 10 năm 2009 | Sân vận động Roudourou, Guingamp, Pháp                  | Quần đảo Faroe | 2–0       | 5–0     | Vòng loại World Cup 2010 |
| 4. | 14 tháng 10 năm 2009 | Stade de France, Paris, Pháp                            | Áo             | 3–1       | 3–1     | Vòng loại World Cup 2010 |
| 5. | 14 tháng 10 năm 2014 | Sân vận động Cộng hòa Vazgen Sargsyan, Yerevan, Armenia | Armenia        | 2–0       | 3–0     | Giao hữu                 |
| 6. | 13 tháng 11 năm 2015 | Stade de France, Paris, Pháp                            | Đức            | 2–0       | 2–0     | Giao hữu                 |
| 7. | 29 tháng 3 năm 2016  | Stade de France, Paris, Pháp                            | Nga            | 2–0       | 4–2     | Giao hữu                 |

## Danh hiệu
Marseille
- Coupe de la Ligue: 2010–11, 2011–12

Tigres UANL
- Liga MX: Apertura 2015, Apertura 2016, Apertura 2017, Clausura 2019, Clausura 2023
- Campeón de Campeones: 2016, 2017, 2018, 2023
- CONCACAF Champions League: 2020
- Campeones Cup: 2018, 2023
- FIFA Club World Cup á quân: 2020

Pháp
- UEFA European Championship á quân: 2016

Cá nhân
- Cầu thủ xuất sắc nhất tháng của UNFP Ligue 1: Tháng 9 năm 2008,[9] Tháng 3 năm 2009,[10] Tháng 9 năm 2014[11]
- UNFP Đội hình của năm tại Ligue 1: 2008–09[12]
- Ligue 1 cầu thủ ghi nhiều bàn thắng nhất: 2008–09
- Liga MX Đội hình xuất sắc nhất: Apertura 2015, Clausura 2016, Clausura 2017, Apertura 2018, Clausura 2019, Clausura 2022
- Liga MX Chiếc giày vàng: Clausura 2016, Apertura 2018, Clausura 2022
- Liga MX Tiền đạo xuất sắc nhất: 2015–16, 2018–19, 2021 –22
- Liga MX Balón de Oro: 2015–16[13]
- Liga MX Bàn thắng đẹp nhất giải đấu: 2022–23
- Đội hình xuất sắc nhất CONCACAF: 2016[14]
- CONCACAF Champions League Quả bóng vàng: 2020[15]
- CONCACAF Champions League Chiếc giày vàng: 2020[16]
- CONCACAF Champions League Đội của Giải đấu: 2020[17]
- Quả bóng bạc FIFA Club World Cup: 2020[18]
- Liga MX All-Star: 2021</ref>[19]